# Бая (Баколи)
 Тази статия е за историческото селище в Италия.  За етническата група вижте Бая.  
Бая (на латински: Baiae) е древно селище на Неаполитанския залив.
След това се казва Baia и днес е част от Баколи в провинция Неапол на регион Кампания.
Бая се намирал между Поцуоли и полуостров Мизенум и е бил пристанището на основания от гръцки колонисти град Куме. Името му идва от другар и главен моряк на Одисей.
Бая е бил прочут със своите минерални извори и станал известно курортно място с лековитите си терми, първите построени от римски бетон (Opus caementicium; Opus caementitium). Гай Юлий Цезар и Цицерон са имали наблизо големи вили. Императорите Калигула, Нерон, Адриан го посещавали често, а по времето на Август една част от Бая става императорска собственост.
Сенека нарича селището deversorium vitiorum и критикува лекия живот в Бая.
Части от древна Бая днес са залети от морето.
Древното селище преживява разцвета си между 100 г. пр.н.е. и 500 г. от н.е. Активната вулканична територия, на която се намира градът е основната причина за наличието на многото минерални извори в миналото.